# Байрон Бертрам
Байрон Бертрам (англ. Byron Bertram; нар. 29 жовтня 1952) — колишній південноафриканський тенісист.
Найвищу одиночну позицію світового рейтингу — 51 місце досяг 26 липня 1976 року.
Здобув 1 парний титул.
Найвищим досягненням на турнірах Великого шолома був чвертьфінал в одиночному розряді.
Завершив кар'єру 1980 року.

## Фінали за кар'єру

### Парний розряд (1–3)
| Результат | W/L | Дата     | Турнір        | Покриття  | Партнер        | Суперники                      | Рахунок       |
| --------- | --- | -------- | ------------- | --------- | -------------- | ------------------------------ | ------------- |
| Поразка   | 0–1 | Лют 1974 | Солсбері, США | Килим     | Ендрю Паттісон | Джиммі Коннорс Фрю Макміллан   | 6–3, 2–6, 1–6 |
| Поразка   | 0–2 | Бер 1974 | Джексон, США  | Килим (i) | Джон Фівер     | Фред Макнеер Гровер Раз Рейд   | 6–3, 3–6, 3–6 |
| Перемога  | 1–2 | Сер 1976 | Луїсвілл, США | Ґрунт     | Пет Крамер     | Стен Сміт Ерік ван Діллен      | 6–3, 6–4      |
| Поразка   | 1–3 | Січ 1978 | Сарасота, США | Килим     | Бернард Міттон | Колін Даудесвелл Джефф Мастерз | 6–2, 3–6, 2–6 |

### Одиночний розряд (1 поразка)
| Результат | W/L | Дата     | Турнір          | Покриття | Суперник    | Рахунок       |
| --------- | --- | -------- | --------------- | -------- | ----------- | ------------- |
| Поразка   | 0–1 | Бер 1974 | Калгарі, Канада | Закритий | Карл Майлер | 4–6, 6–3, 3–6 |